# GalliumOS
GalliumOS是一个为Chrome OS设备（如Chromebook、Chromebox、Chromebit和Chromebase等）设计的轻量级Linux发行版。该发行版基于Xubuntu制作，兼容Ubuntu软件仓库，采用xfce桌面环境，与ChromeOS在界面上相仿。该系统经过了优化并集成了触控板驱动。2015年11月10日，GalliumOS的第一个版本Galliumos Beta1发布。截至2019年年初，GalliumOS的最新版本为3.0alpha1。